# Mesquita Bibi-Heybat
La Mesquita Bibi-Heybat (àzeri: Bibiheybət məscidi) és una mesquita històrica de Bakú, a l'Azerbaidjan. L'estructura actual n'és una reconstrucció de l'any 1990. La mesquita fou aixecada al segle xiii pel xirvanxah Farrukhzad II Ibn Ahsitan II; és el centre espiritual dels musulmans de la regió i un dels monuments importants de l'arquitectura islàmica de l'Azerbaidjan.

## Història
La mesquita va ser construïda sobre la tomba de la filla del seté imam dels xiïtes – Mussa al-Kàdhim.
D'acord amb les inscripcions de la paret sud de la mesquita els historiadors en daten la construcció de la fi del segle xiii: "Obra de Mahmud ibn Saad", que va construir la fortalesa de Nardaran, a prop de Bakú. El famós escriptor francés Alexandre Dumas va visitar la mesquita l'any 1840 i n'escrigué en la seua obra El món.

## La destrucció de la mesquita

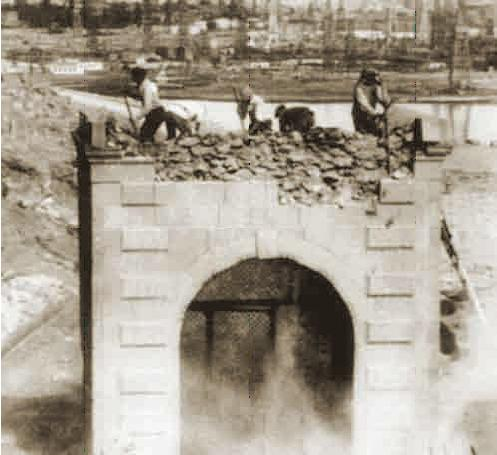
La destrucció de la mesquita pels bolxevics l'any 1936

Després de l'establiment de poder soviètic a l'Azerbaidjan l'any 1920, la Mesquita Bibi-Heybat, juntament amb la Catedral d'Alexandre Nevski (Bakú) i l'Església de la Immaculada Concepció (Bakú) foren perseguides per la Unió Soviètica, i la mesquita fou destruïda l'any 1934.

## Restauració de la mesquita
L'any 1994, després que l'Azerbaidjan aconseguís la independència, el president Heydar Aliyev ordenà la construcció d'un edifici nou per a la Mesquita Bibi-Heybat. Se'n reconstruí seguint les fotografies preses l'any 1980 poc abans de l'explosió.
La cerimònia d'inauguració se'n feu l'11 de juliol del 1997. La mesquita fou ampliada pel decret presidencial del 2005.

## Arquitectura
La mesquita restaurada és un exemple clàssic de l'escola arquitectònica de Xirvan. Té tres cúpules, decorades amb espills verds i turqueses, brodats amb inscripcions de l'Alcorà. La sala d'oració dels hòmens és al costat sud, la de les dones al nord. Al bell mig hi ha el mausoleu.
La mesquita fou dissenyada per l'arquitecte àzeri Sanen Sultanov.

## Galeria

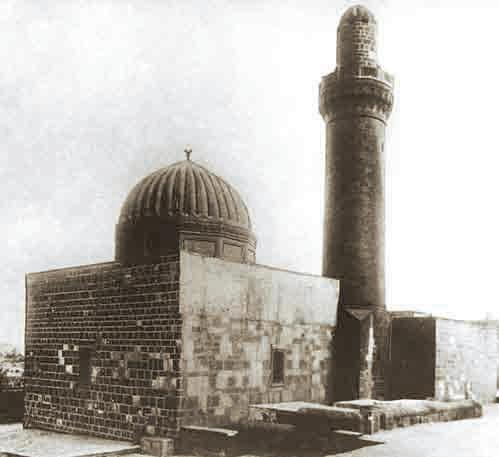
Vista de la mesquita antiga
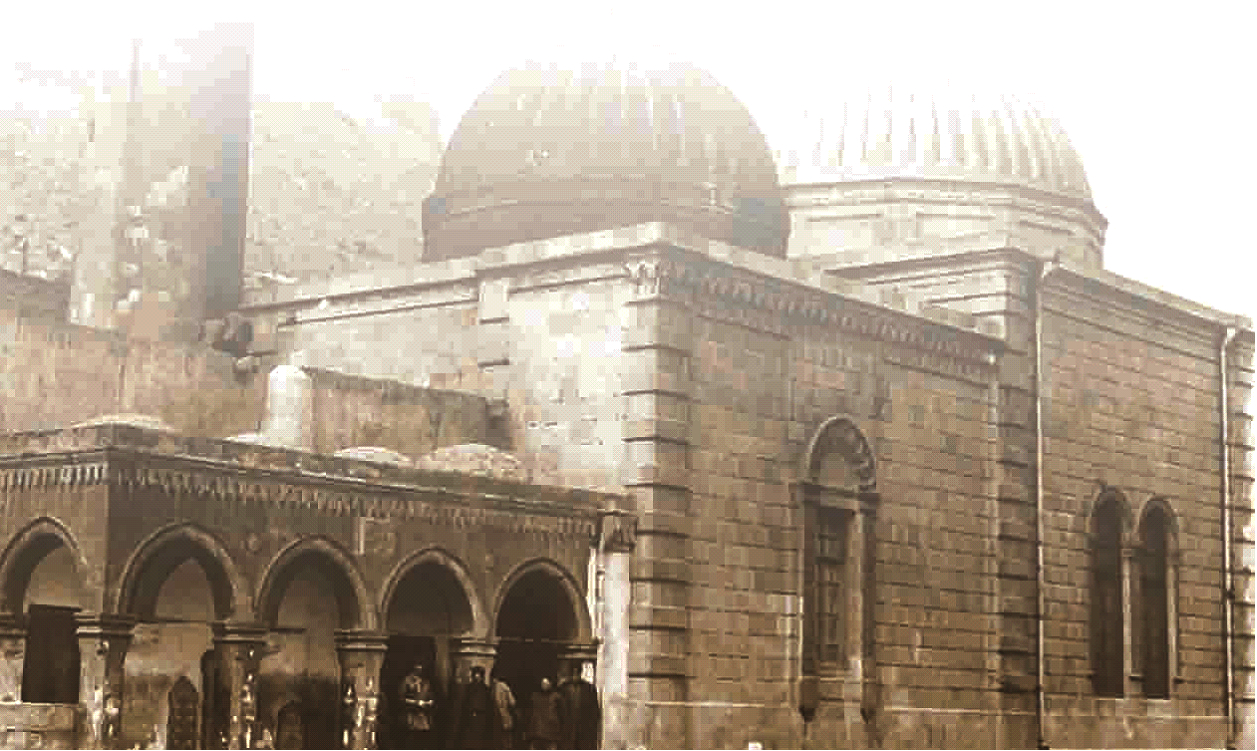
La mesquita al principi del segle xx
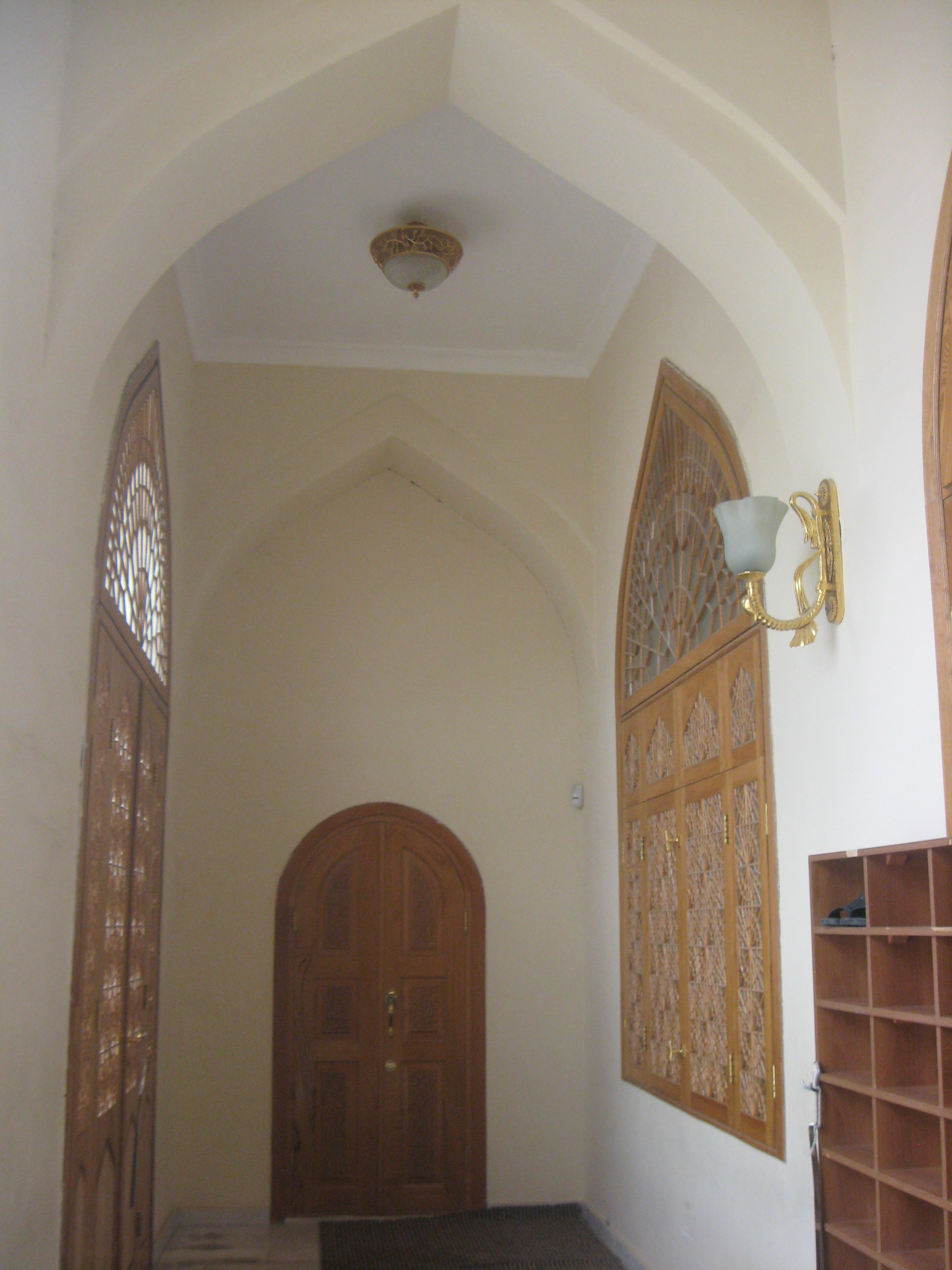
Interior
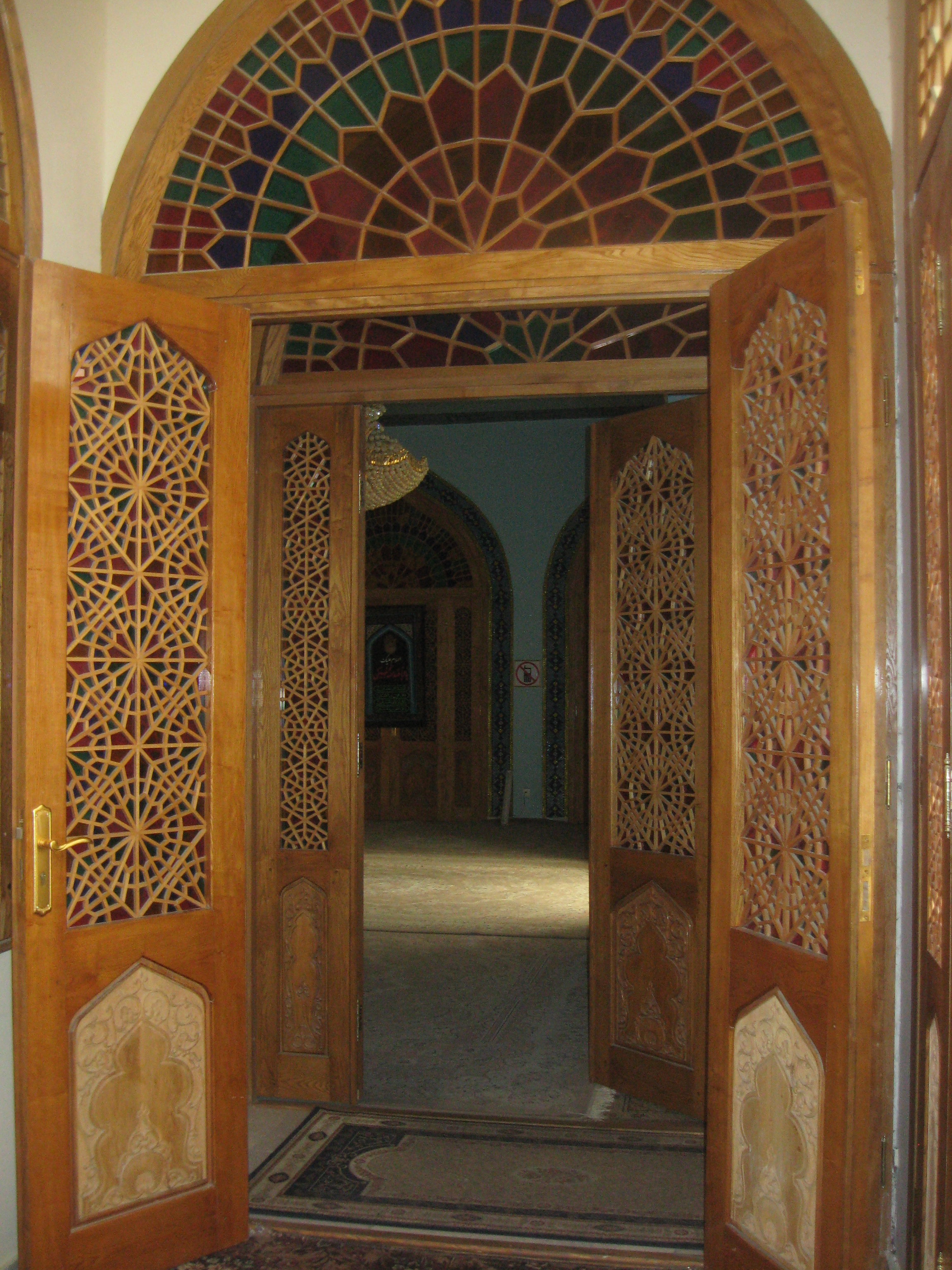
Interior
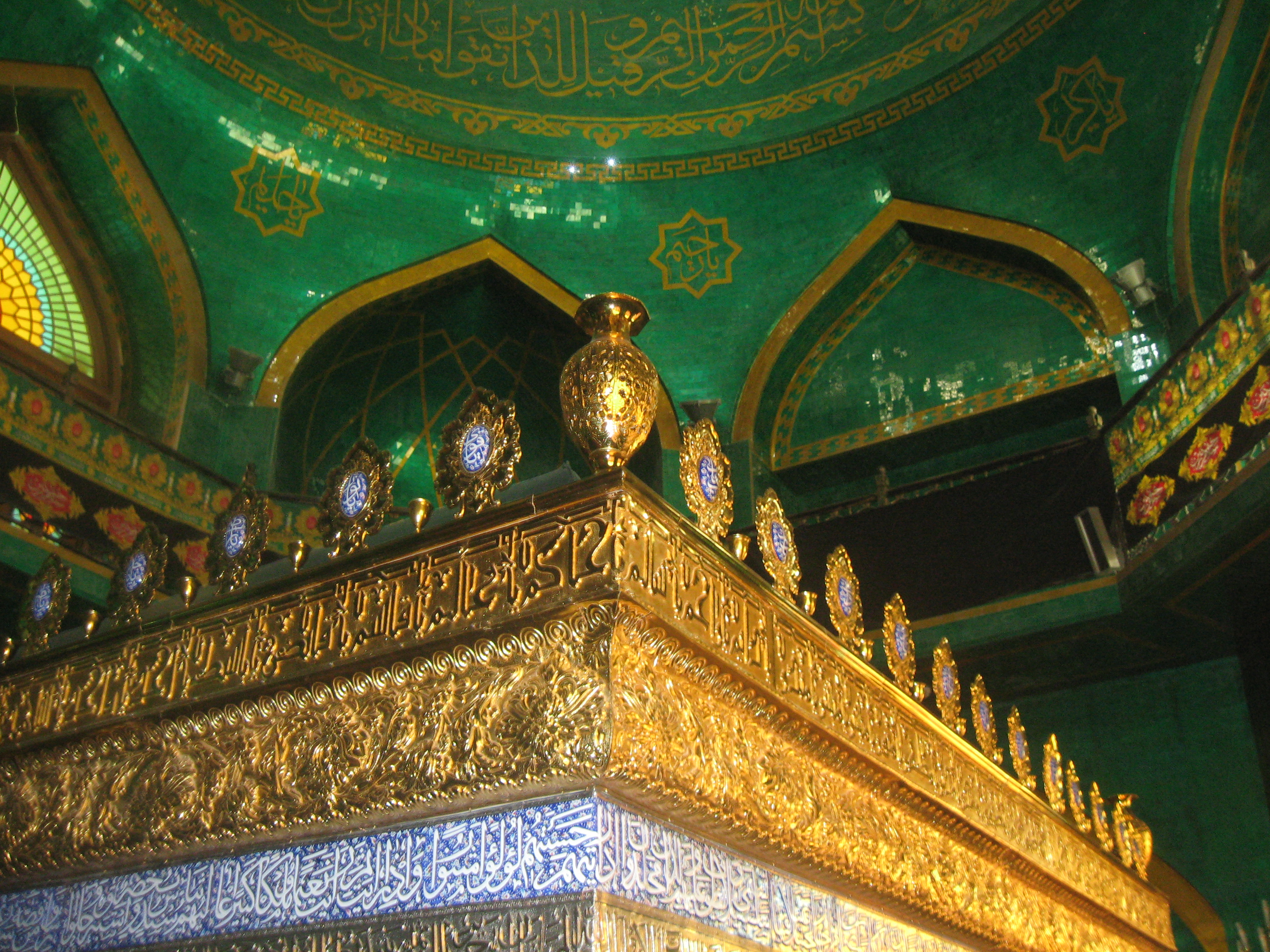
Tomba
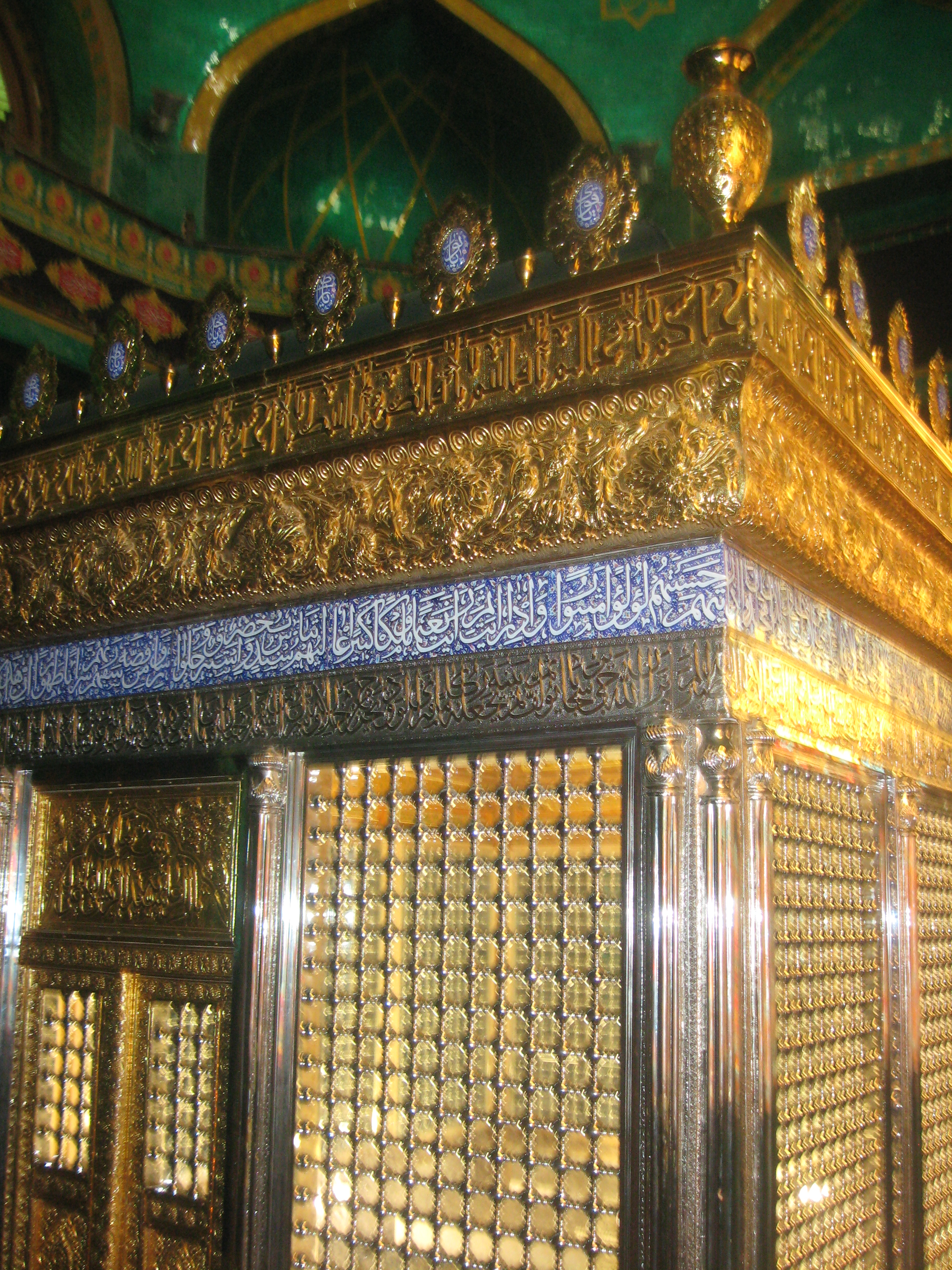
Tomba
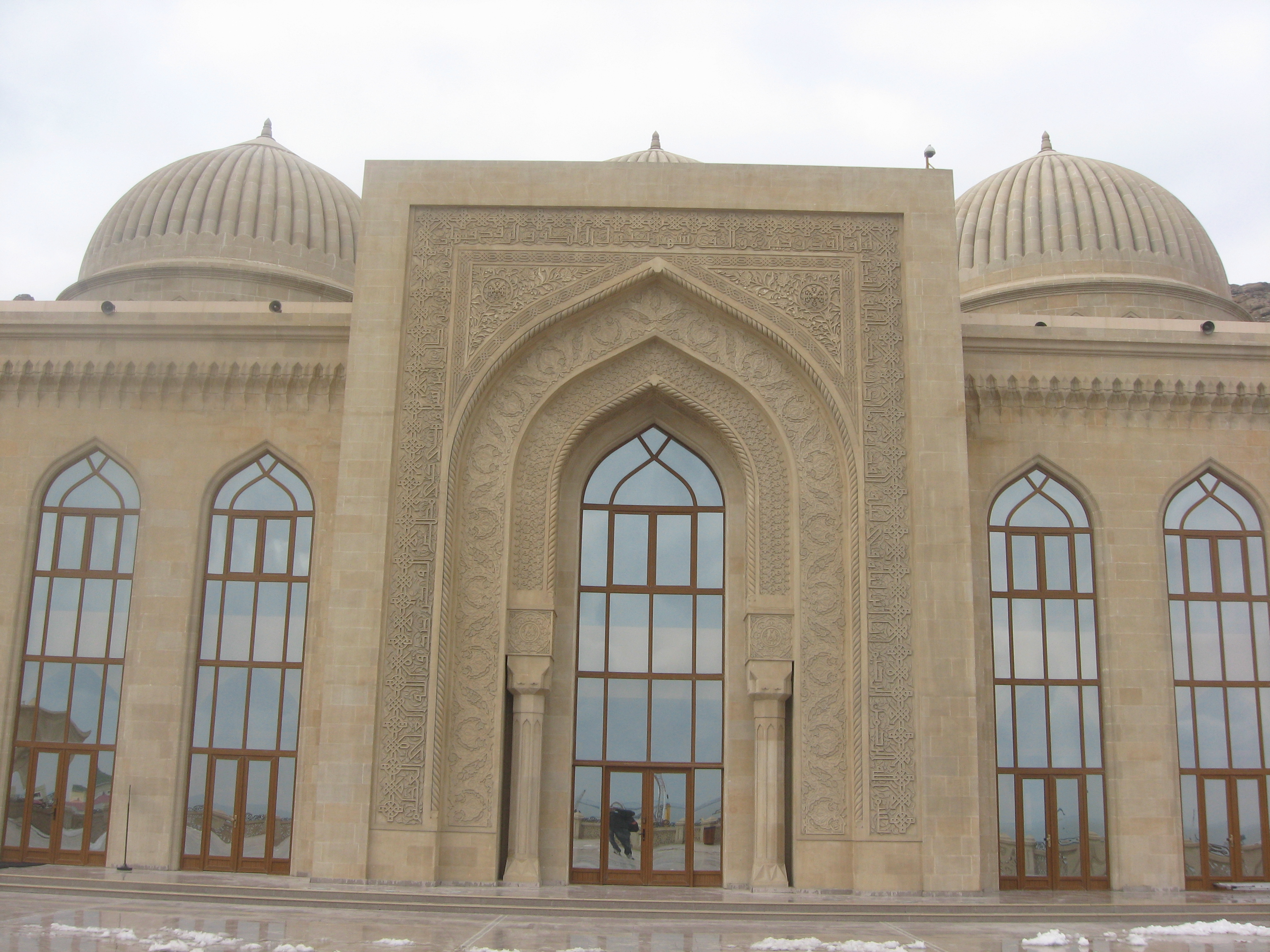
Entrada
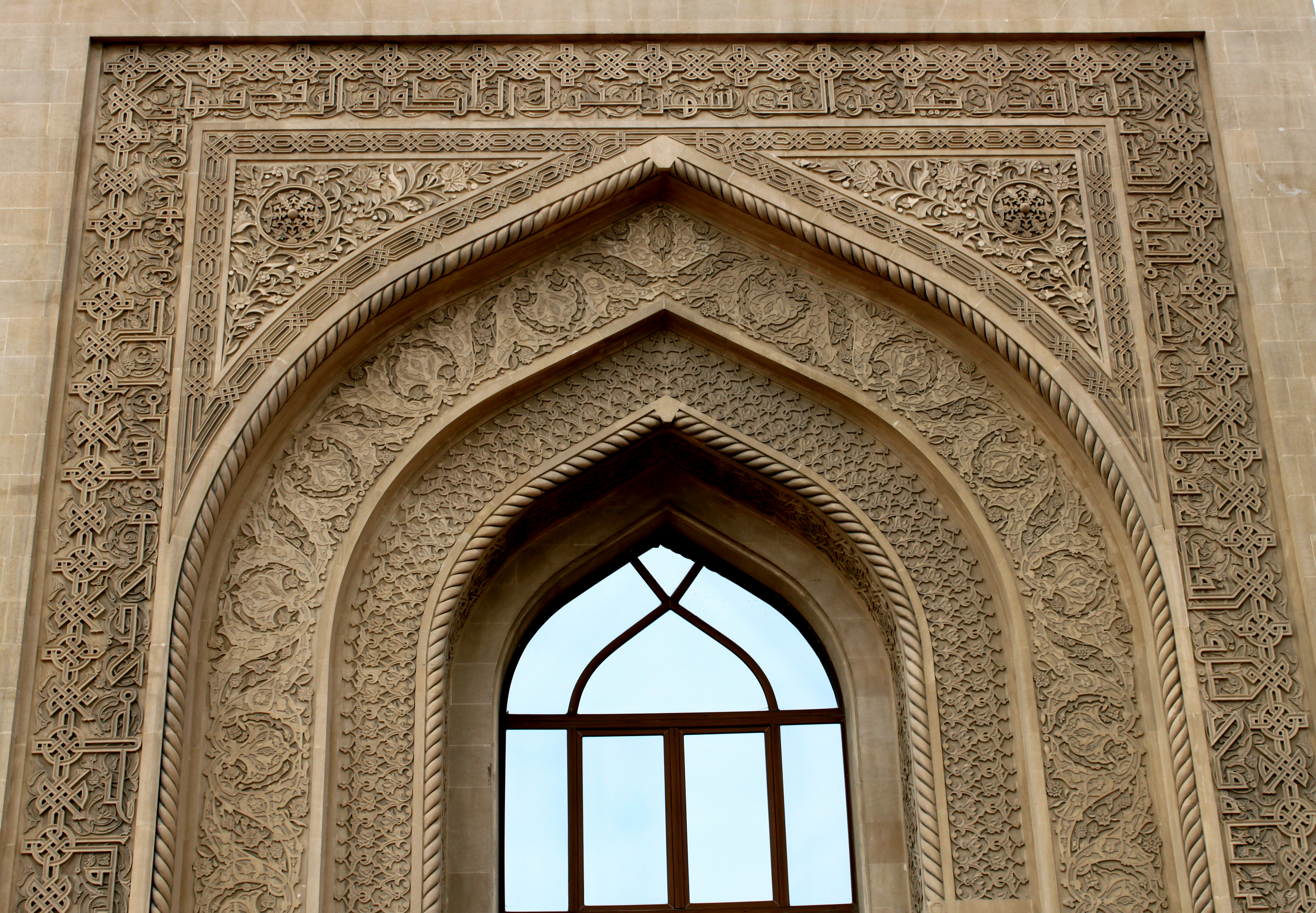
Disseny oriental
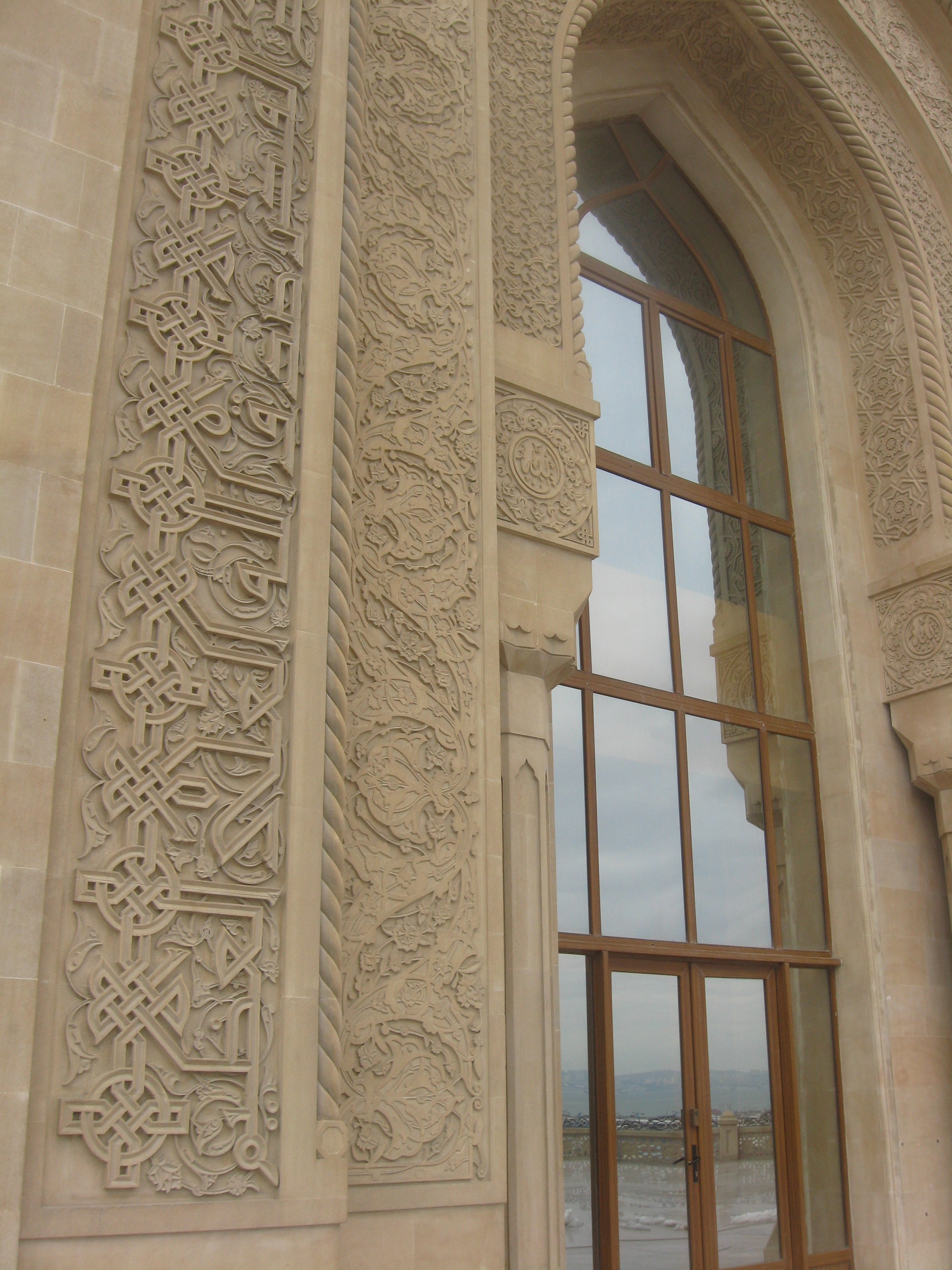
Disseny oriental
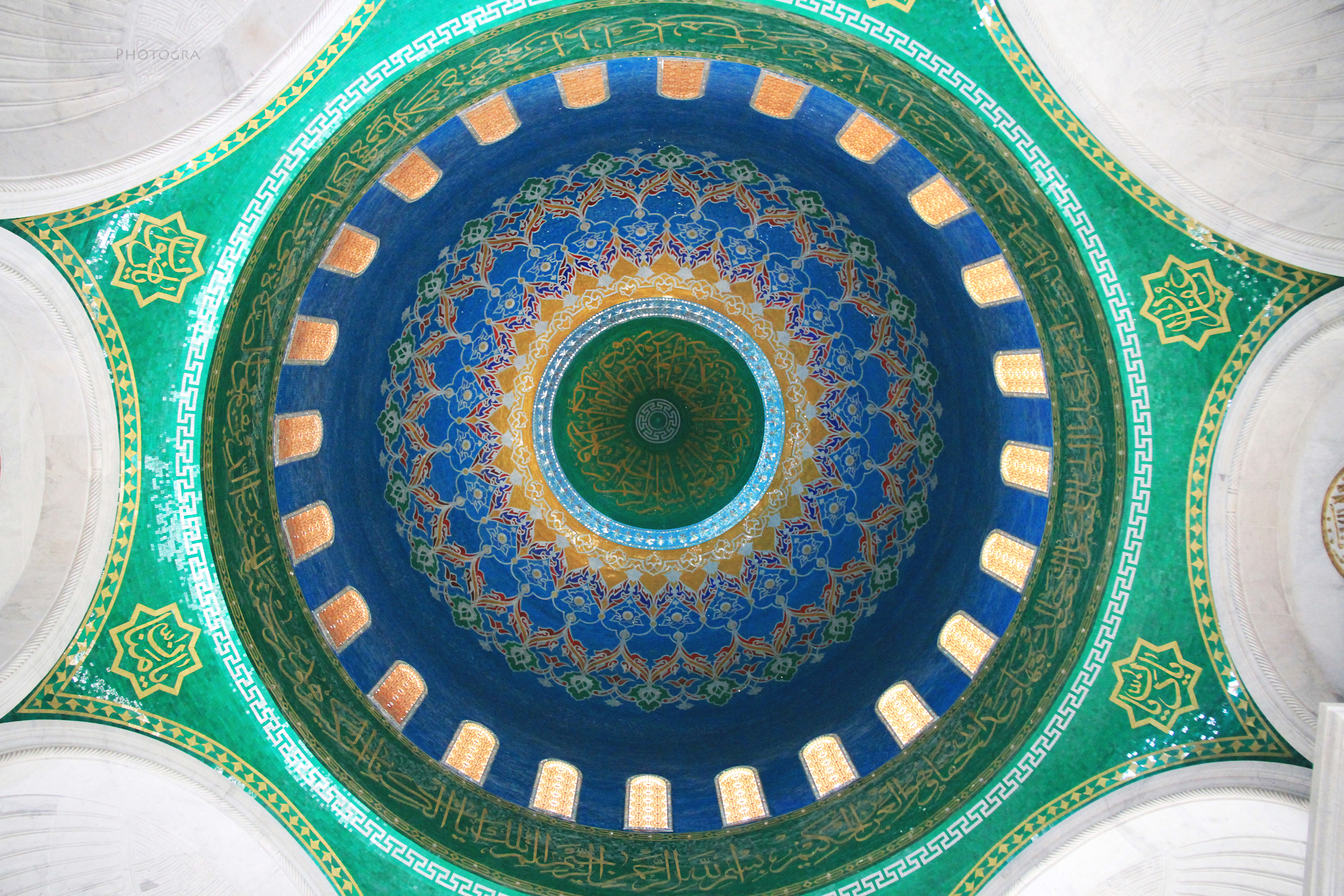
Cúpula
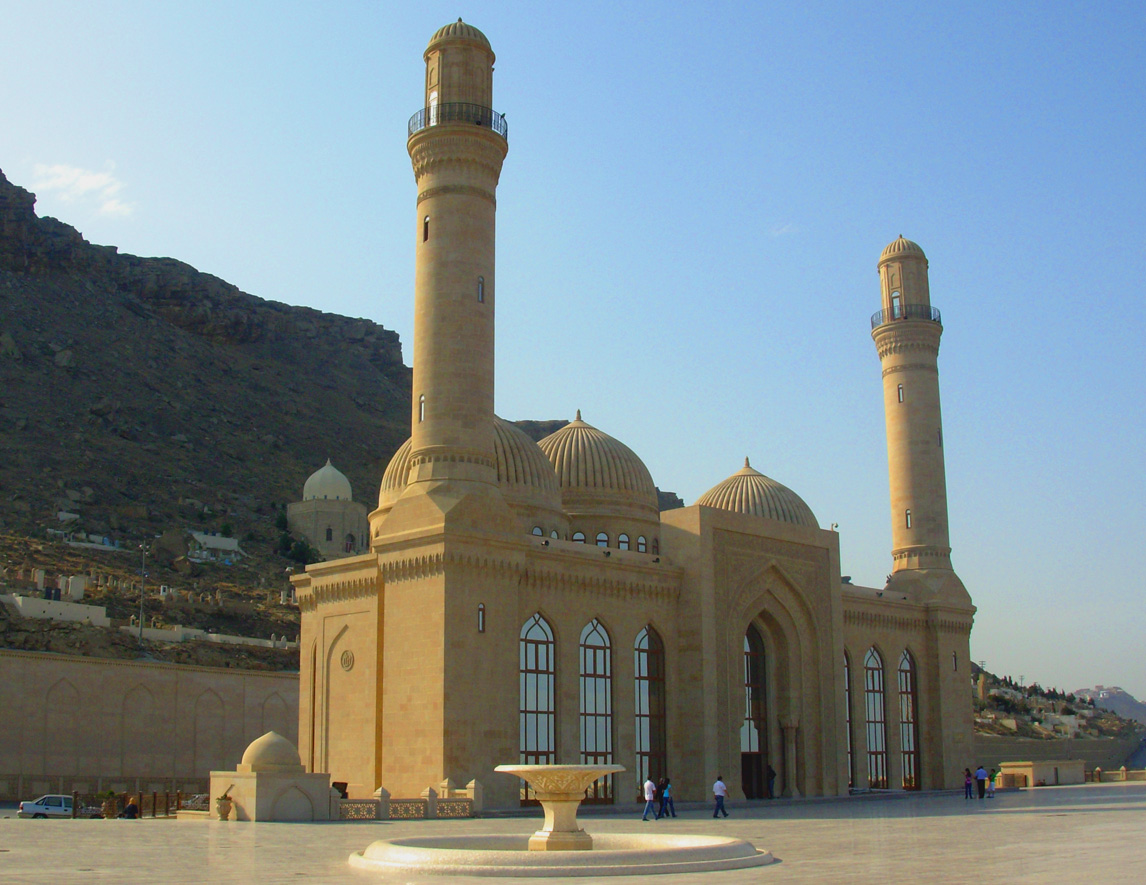
La mesquita després de la restauració el 2008
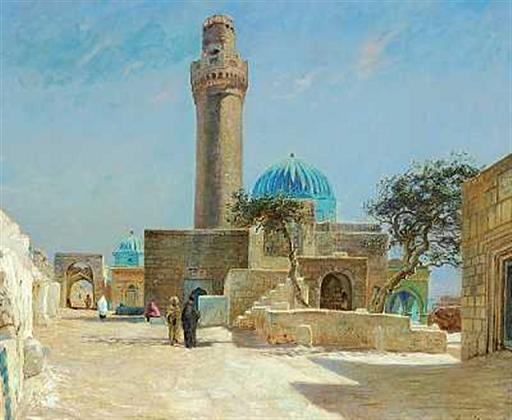
Il·lustració de la mesquita per Viggo Peter Olaf Langer